# Okres Csurgó
Okres Csurgó (maďarsky Csurgói járás) je jedním z osmi okresů maďarské župy Somogy. Jeho centrem je město Csurgó.

## Sídla
V okrese se nachází celkem 18 měst a obcí.
Města
- Csurgó

Městyse
- Berzence

Obce
- Csurgónagymarton
- Gyékényes
- Iharos
- Iharosberény
- Inke
- Őrtilos
- Pogányszentpéter
- Porrog
- Porrogszentkirály
- Porrogszentpál
- Somogybükkösd
- Somogybükkösd
- Somogycsicsó
- Somogyudvarhely
- Szenta
- Zákány
- Zákányfalu